# Igrejas Reformadas da Espanha
As Igrejas Reformadas da Espanha (em espanhol Iglesias Reformadas de España) formam uma denominação reformada confessional, calvinista e conservadora na Espanha. A denominação surgiu na década de 1980 como uma federação de igrejas reformadas e atualmente possui congregações em várias regiões da Espanha. Desde 2010 possui relacionamento próximo com a Igreja Evangélica Presbiteriana da Espanha.

## História
Embora a Fé Reformada tenha chegado a Espanha desde o século XVI, com a Reforma Protestante, a Inquisição Espanhola e a Contra-reforma foram capazes de suprimir o protestantismo no país. A partir de 1967 é que o país começou a garantir a liberdade religiosa, e desde então várias igrejas surgiram por iniciativa missionária e migração de pessoas vindas sobretudo da América Latina.
Desde a década de 1970, igrejas filiadas as Igrejas Reformadas (Liberadas) da cidade de Bussum (Holanda) iniciaram atividades missionárias na Espanha e através do seu apoio foi formada na década de 1980, uma federação de igrejas reformadas no país.
Inicialmente, a federação foi formada por três igrejas nas cidades de Madrid, Mataró e Almuñécar. Nos anos seguintes a denominações alcançou Pineda, Málaga, La Laguna, Tenerife e Telde e assim espalhou-se por várias regiões da Espanha. Desde 2010, possui relacionamento próximo com a Igreja Evangélica Presbiteriana da Espanha.
Em 2024, tinha 3 igrejas, 1 congregação e cerca de 150 membros.

## Doutrina
Como Igreja Reformada as IRE adotam o sistema de Governo Presbiteriano e proclamam os lemas da Reforma Protestante: Sola Scriptura, Sola Gratia, Sola Fide, Solus Christus e Soli Deo Gloria.
As igrejas aderem aos Três Formas de Unidade (Confissão Belga, Catecismo de Heidelberg e Cânones de Dort), e algumas igrejas locais reconhecem a Confissão de Fé de Westminster. A igreja de Málaga permite a pedocomunhão, e todas as igrejas locais praticam o pedobatismo.

## Relações Intereclesiásticas
A denominação mantém contato eclesiástico com a Igreja Presbiteriana Evangélica na Inglaterra e no País de Gales, a Igreja Livre da Escócia, e as Igrejas Reformadas (Liberadas) e Igreja Evangélica Presbiteriana da Espanha. É também um membro da Conferência Internacional das Igrejas Reformadas.